# Église Saint-Athanase de Raytchitsa
L'église Saint-Athanase (Св. Атанасиј en macédonien) est une église orthodoxe située à Raytchitsa, près de la ville de Debar, en Macédoine. Elle se trouve dans le hameau de Vlaovtsi et en surplomb du lac de Debar. 
Construite de 1868 à 1877, l'église est représentative de la renaissance nationale macédonienne, par ses dimensions imposantes et son allure médiévale simple. L'édifice actuel remplace un sanctuaire plus petit qui se trouvait au même endroit.